# بنسون فونغ
بنسون فونغ (بالإنجليزية: Benson Fong) هو صاحب مطعم وممثل أمريكي، ولد في 10 أكتوبر 1916 في ساكرامنتو في الولايات المتحدة، وتوفي في 1 أغسطس 1987 في لوس أنجلوس في الولايات المتحدة بسبب سكتة.

## وصلات خارجية
- بنسون فونغ على موقع IMDb (الإنجليزية)
- بنسون فونغ على موقع ألو سيني (الفرنسية)
- بنسون فونغ على موقع ميوزك برينز (الإنجليزية)
- بنسون فونغ على موقع أول موفي (الإنجليزية)
- بنسون فونغ على موقع قاعدة بيانات الأفلام السويدية (السويدية)
- بنسون فونغ على موقع إن إن دي بي (الإنجليزية)
- بنسون فونغ على موقع قاعدة بيانات الفيلم (الإنجليزية)
- بنسون فونغ على موقع كينوبويسك (الروسية)